# There ain't no such thing as a free lunch
"There ain't no such thing as a free lunch" (nghĩa là không có bữa ăn trưa nào là miễn phí) (cách viết khác, "There is no such thing as a free lunch" hay các biến thể khác) là một câu thành ngữ phổ biến truyền đạt ý tưởng rằng không thể có được một cái gì đó mà không phải mất gì cả. Các từ viết tắt TANSTAAFL, TINSTAAFL, và TNSTAAFL cũng được sử dụng. Cụm từ này đã được sử dụng từ những năm 1930, nhưng nó xuất hiện lần đầu khi nào thì không rõ. "Bữa ăn trưa miễn phí" trong lời nói đề cập đến thực tiễn của thế kỷ XIX ở các quán bar của Mỹ nhằm cung cấp "bữa trưa miễn phí" để thu hút khách hàng uống rượu.
Cụm từ và từ viết tắt là trung tâm của cuốn tiểu thuyết khoa học viễn tưởng của Robert Heinlein, The Moon Is a Harsh Mistress năm 1966, đã giúp phổ biến cụm từ này. Nhà kinh tế thị trường tự do Milton Friedman cũng phổ biến cụm từ  bằng cách sử dụng nó như một tiêu đề của một cuốn sách năm 1975, và nó được sử dụng trong văn học kinh tế để mô tả chi phí cơ hội. Campbell McConnell viết rằng ý tưởng này là "cốt lõi của kinh tế" 